# Pegesimallus rufus
Pegesimallus rufus là một loài ruồi trong họ Asilidae. Pegesimallus rufus được Bromley miêu tả năm 1936.